# Milan Orlowski
Milan Orlowski (ur. 7 września 1952 w Pradze) – czeski tenisista stołowy występujący przez całą karierę w barwach Czechosłowacji, wicemistrz świata, trzykrotny mistrz Europy.
Srebrny medalista mistrzostw świata w 1985 roku w Göteborgu (w parze z Jindřichem Panským), dwukrotnie był ćwierćfinalistą w grze pojedynczej.
W mistrzostwach Europy dwunastokrotnie zdobywał medale. Był mistrzem Starego Kontynentu indywidualnie (1974), w grze podwójnej (w parze z Gáborem Gergely w 1978), mieszanej (w parze z Iloną Uhlíkovą w 1980).
Dwukrotny tryumfator Europa Top 12 (1977, 1983). Mistrz Europy Juniorów 1969 w grze pojedynczej.